# パフィオペディルム・デレナティイ
パフィオペディルム・デレナティイ Paphiopedilum delenatii は、ラン科植物の一つ。ピンクの美しい花をつけ、鑑賞価値が高い本属のものの中でも女王と言われることもある。

## 特徴
常緑の多年生草本で、地上性のラン科植物。葉は根出状に生じて5-7枚あり、長楕円形で、長さ8-13cm、暗緑色と灰緑色の斑模様がある。
花期は冬から春。花茎は直立して高さ約15cm、先端に一花をつけるのが普通だが、時に二花をつける。花は径8-9cmで白くて淡い紅色を帯びる。全体に白い短毛に覆われる。花被の質は柔らかい。背萼片は卵形。側花弁は広卵形で背萼片より大きい。唇弁は巾着状で縁は内に巻き込んでいる。
なお、花に僅かな芳香がある。

## 分布および生育環境
ベトナム中南部に産する。石灰岩地帯の山間部で、林床の岩上に腐植土の溜まったところに生育する。
ただし、この種の原産地に関しては少々の事情がある。最初にヨーロッパに導入されたのは1913年頃とされるが、この時は詳細な産地がわからないままにフランスの軍人によってベトナム北部のトンキンから持ち込まれたが、この株は枯死した。その後1922年に、これも産地不明確なまま、再発見された株から実生によって得られた系統が導入され、これが世界に広まった。再発見者は M. Delenat である。詳細な産地が確認されたのはさらにおくれて1992年頃であった。

## 類似種
全体の形態はミクランサム P. micranthum に似るが、匍匐枝はない。

## 利用
洋ランの一つとして栽培される。鑑賞価値が高いとされる本属の中でも特に評価の高いものの一つで、本属中の女王と呼ばれることもある。また、数少ない桃色花として、桃色系の花を作出するための交配親としても重視されている。

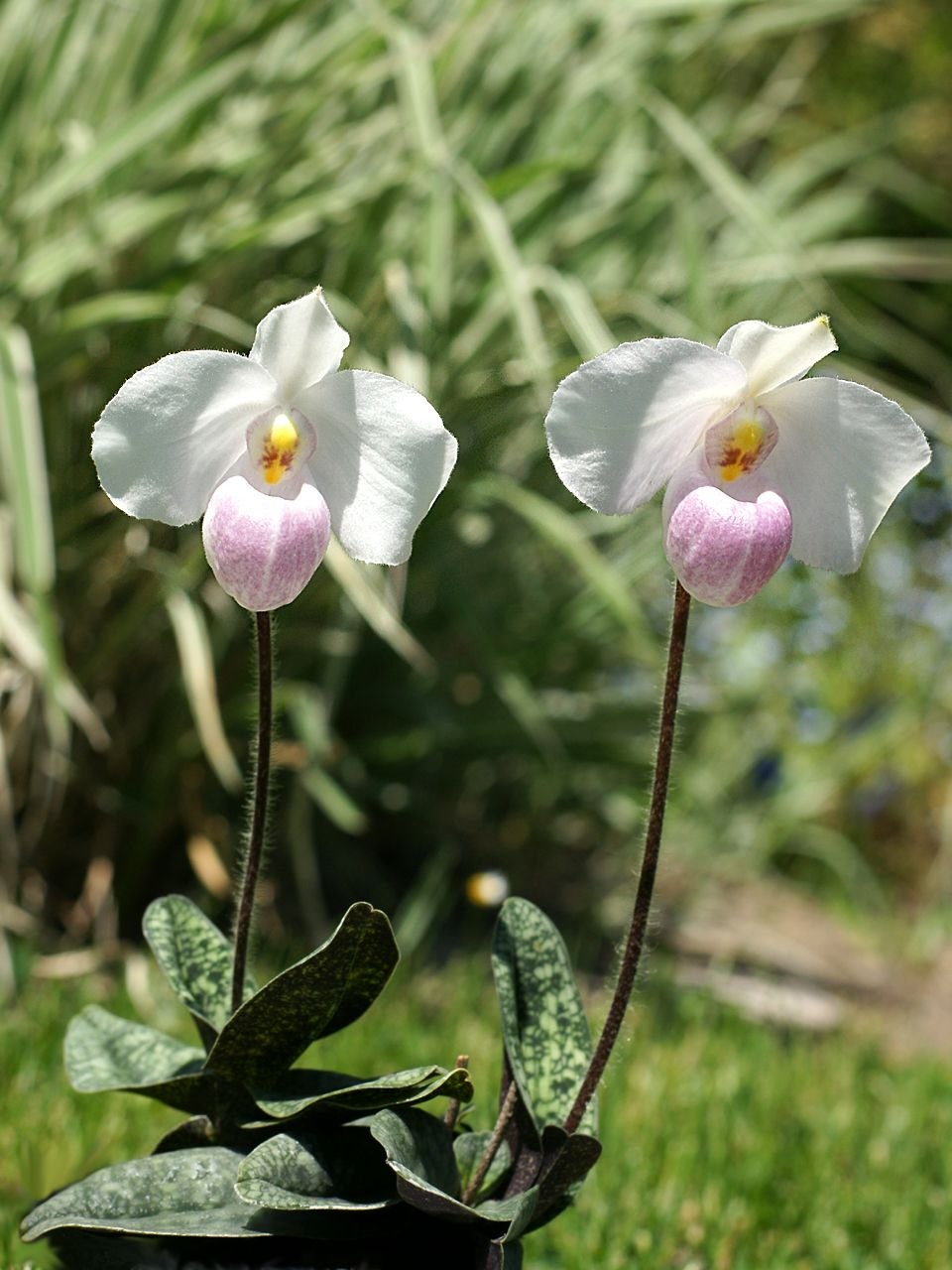
全体像 葉の模様が見える
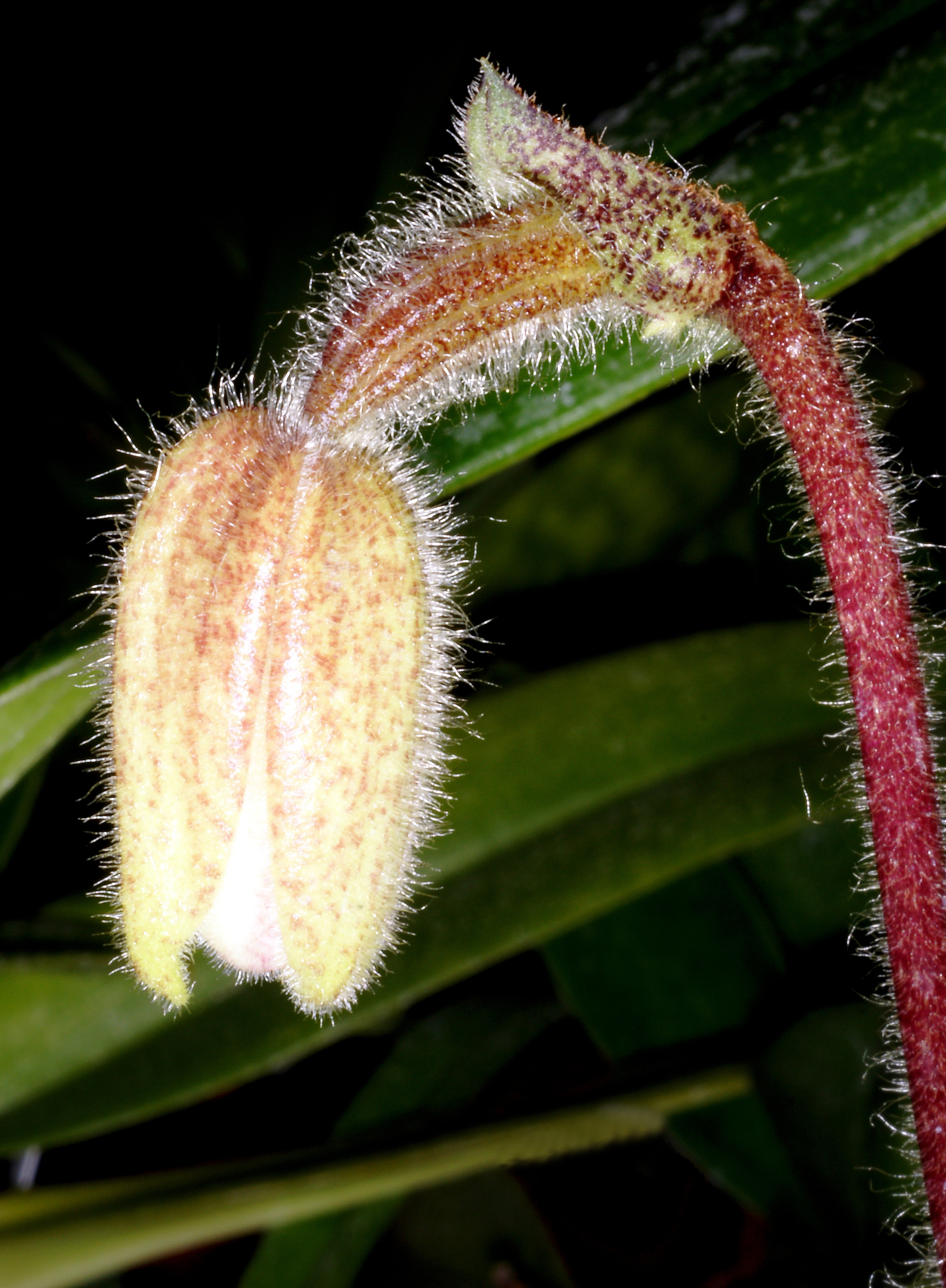
蕾・細かい毛が密生する